# Pulsos
"Pulsos" é uma canção da cantora de rock brasileira Pitty, para o seu primeiro álbum ao vivo (Des)Concerto ao Vivo (2007). Ela foi composta e produzida pela cantora, com Martin Mendonça ajudando na composição. "Pulsos" foi mais tarde lançada como primeiro single do álbum pela Deckdisc.
O videoclipe de "Pulsos" foi retirado do DVD {Des}Concerto ao Vivo.
Uma polêmica cercou a música, pois boatos se disseminaram que ela fazia apologia ao suicídio. Em resposta a cantora afirmou: 
| “ | "Ninguém é burro de se matar por causa de uma música" | ” |